# Ана (Илиноис)
Ана (енгл. Anna) град је у америчкој савезној држави Илиноис. По попису становништва из 2010. године у њему је живело 4.442 становника.

## Демографија
Према попису становништва из 2010. године у граду је живело 4.442 становника, што је 694 (13,5%) становника мање него 2000. године.
| Група             | 2000.         | 2010.         |
| Белци             | 4.897 (95,3%) | 4.193 (94,4%) |
| Афроамериканци    | 89 (1,7%)     | 50 (1,1%)     |
| Азијати           | 14 (0,3%)     | 17 (0,4%)     |
| Хиспаноамериканци | 75 (1,5%)     | 130 (2,9%)    |
| Укупно            | 5.136         | 4.442         |